# Henry Chavigny de Lachevrotière
Henri Chavigny de Lachevrotière, né le 11 septembre 1883 à Saïgon où il meurt assassiné le 12 janvier 1951, est un journaliste et homme politique franco-vietnamien.

## Biographie

### Jeunesse
Henry Edouard Chavigny de Lachevrotière est issu d'une vieille famille française installée en Nouvelle-France, dès le XVIIe siècle, puis en Martinique. Son père, Éleuthère Chavigny de Lachevrotière, fut l'un des premiers de la branche martiniquaise de cette famille à quitter l'île. Il s'installe à Saïgon où il devient pilote dans la région. À Saïgon, il rencontre Nguyen thi An, femme d'origine tonkinoise qu'il finit par épouser. C'est ainsi que le 11 septembre 1883 (enregistré à l'état civil le 20 décembre 1883) naquit Henry Bernard Chavigny de Lachevrotière à Saïgon, aujourd'hui Hô Chi Minh-Ville, alors capitale de la Cochinchine.
Le jeune Henry part étudier au lycée de Bordeaux avant de retourner vivre à Saïgon.
Il entre dans l'administration coloniale (Service des douanes) où il commence une modeste carrière. En 1916, on le trouve encore commis des Douanes à Sadec.

### Carrière de journaliste
En 1917, il entre au service de L'Impartial, journal appartenant à Ernest Outrey. Il en deviendra le rédacteur en chef et ce sera le journal le plus lu de Saïgon. Il y développe une position pro-française et cherche à défendre les intérêts de "la mère patrie".
C'est à cette époque qu'a lieu, en 1925, le scandale avec André Malraux. En 1923, André Malraux, âgé seulement de 22 ans, accompagné de son épouse Clara, effectue le voyage de métropole en Indochine. Impressionnés par les connaissances encyclopédiques du jeune homme, le musée Guimet puis l’École française d'Extrême-Orient leur délivrent des laissez-passer pour explorer des temples de la région d’Angkor, au Cambodge. L’aventure devient rocambolesque quand les malles et bagages de Malraux et de ses compagnons d’infortune sont ouverts, au moment du retour, et que les autorités y trouvent près de huit cents kilos de pierres et de morceaux de bas-reliefs, arrachés aux temples. Les pilleurs sont condamnés. La presse indochinoise, à commencer par L'Impartial se déchaîne contre André Malraux. Lorsque ce dernier, s’étant lié d’amitié avec Paul Monin, avocat et fondateur du journal l’Indochine, revient deux ans plus tard à Saïgon, les protagonistes s’affrontent par journaux interposés. Les titres parus dans le journal L'Indochine sont éloquents : « Première lettre à Monsieur Henry, d’En-avant-pour-l’arrière, moraliste sévère et journaliste sain » ; « Encore Chevrotière. Secondaire sapajou : le soporifique Delong » ; « Au très pur, très noble, très loyal gentilhomme Henry Chavigny d’En-avant-pour-l’arrière, ancien indicateur de la Sureté »…
Ce à quoi Henry Chavigny répond, dans L'Impartial : « Des documents, des preuves : Paul Monin vendu aux bolchéviques chinois ! ». Et Malraux de rétorquer : « À Chavigny, vierge et martyr » !
Il est vrai que l’écrivain et futur ministre de la Culture, a déjà des sympathies pour les révolutionnaires communistes, Paul Monin également, et qu’à l’époque, avoir ce genre de sentiments est totalement incompatible avec ce qui fait la grandeur de la France aux yeux de l’opinion publique : le colonialisme – soutenu par toutes les tendances politiques, y compris les socialistes – et ses apports « bénéfiques » aux populations dites alors « indigènes ». Malraux se défend du raccourci entre communisme et colonialisme. Soutenu par des écrivains, des artistes, des intellectuels et quelques savants, il prêche un peu dans le désert… Pour autant quelques-uns de ses articles font grand bruit, jusqu’en métropole : défendant les idées d’émancipation du peuple indochinois – que l’on appellera bientôt vietnamien – Malraux s’attire le soutien d’une certaine bourgeoisie locale, et qui deviendra peu à peu, plus influente.
Les années passent. Henry Chavigny de La Chevrotière devient un personnage incontournable de la presse et de la présence française en Indochine.
Il quitte L'Impartial en 1926 et fonde, en 1928 son propre journal, La Dépêche. Ce sera le journal le plus lu de Saïgon.

### Assassinat
Après la Seconde Guerre mondiale, il crée un nouveau journal, L'Union française. La réputation du journaliste n'est plus à faire, et il est connu de la plupart des gouverneurs et des responsables militaires, dont le moindre n’est certainement pas le général Jean de Lattre de Tassigny. Celui-ci, nommé en décembre 1950, est accompagné de plusieurs officiers généraux dont René Cogny, Polytechnicien, et général de brigade dans l’artillerie.
À cette époque, les tensions entre Français et communistes vietnamiens sont à leur paroxysme. C'est après avoir déjà échappé à deux attentats que Henry Chavigny de Lachevrotière est finalement tué par une grenade. L'Agence France-Presse relate les évènements :
« Vendredi, à 12h35, M. de La Chevrotière se rendait dans sa Hotchkiss décapotable de son bureau à son domicile rue des Eparges, en passant comme à l’accoutumée par la rue Richaud. Peu avant le carrefour Richaud – Evriaud des Vergnes, il fut dépassé par une jeep portant le numéro jaune du Corps consulaire, occupée par deux terroristes. Arrivé à la hauteur de la voiture de M. de La Chevrotière, celui qui ne conduisait pas jeta deux grenades dans la Hotchkiss. M. de La Chevrotière en saisit une et s’apprêtait à la relancer quand elle explosa. Sa main fut arrachée. Atteint au corps et à la tête qui fut criblée d’éclats, M. de La Chevrotière mourut presque instantanément. L’autre grenade atteignit le chauffeur qui accompagnait M. de La Chevrotière et fut grièvement blessé ».

## Distinctions
Les responsables français décident de décorer Lachevrotière en ces termes : « Au nom du général de Lattre de Tassigny, le général Cogny décore à titre posthume M. de La Chevrotière de la croix de la Légion d’honneur et de la croix de guerre des T.O.E. – nb : Théâtres des Opérations Extérieur – avec palmes. Journaliste de grande classe qui, après avoir dépensé sans relâche et sans souci pour défendre la cause de l’amitié franco-vietnamienne dont il a été l’un des pionniers. Condamné à mort par les terroristes, ayant échappé par miracle à deux attentats, n’a pas hésité à continuer son œuvre. Est tombé en soldat le 12 janvier 1951, donnant ainsi l’exemple de courage et de ténacité ». Son nom figure également sur le monument aux morts d'Issy-les-Moulineaux.
Henry Chavigny de Lachevrotière eut droit à des funérailles grandioses en la cathédrale Notre-Dame de Saïgon rassemblant un très grand nombre de personnes.
Il fut inhumé au cimetière français de Saïgon.

## Carrière politique
Henry Chavigny de Lachevrotière a été président du Conseil colonial de Cochinchine, y menant une politique conservatrice en défendant les intérêts de la métropole.

## Autres activités et entourage
Lachevrotière possédait ou était directeur de plusieurs grands hôtels comme le Majestic et le Grand Hôtel de Saïgon. Il fut très ami avec les propriétaires de l'hôtel Continental dont le directeur s'appelait Franchini. Il fut aussi le propriétaire et directeur de plantations importantes : La Plantation Lachevrotière, d'une superficie de 1100 ha (110 ha plantés) dans la province de Kampot (Cambodge) et la Plantation de Long-Thuan, plus petite avec une superficie de 240 ha pour 220 ha plantés, dans le canton de Thanh-tuy-hoa, à 64 km de Saïgon.

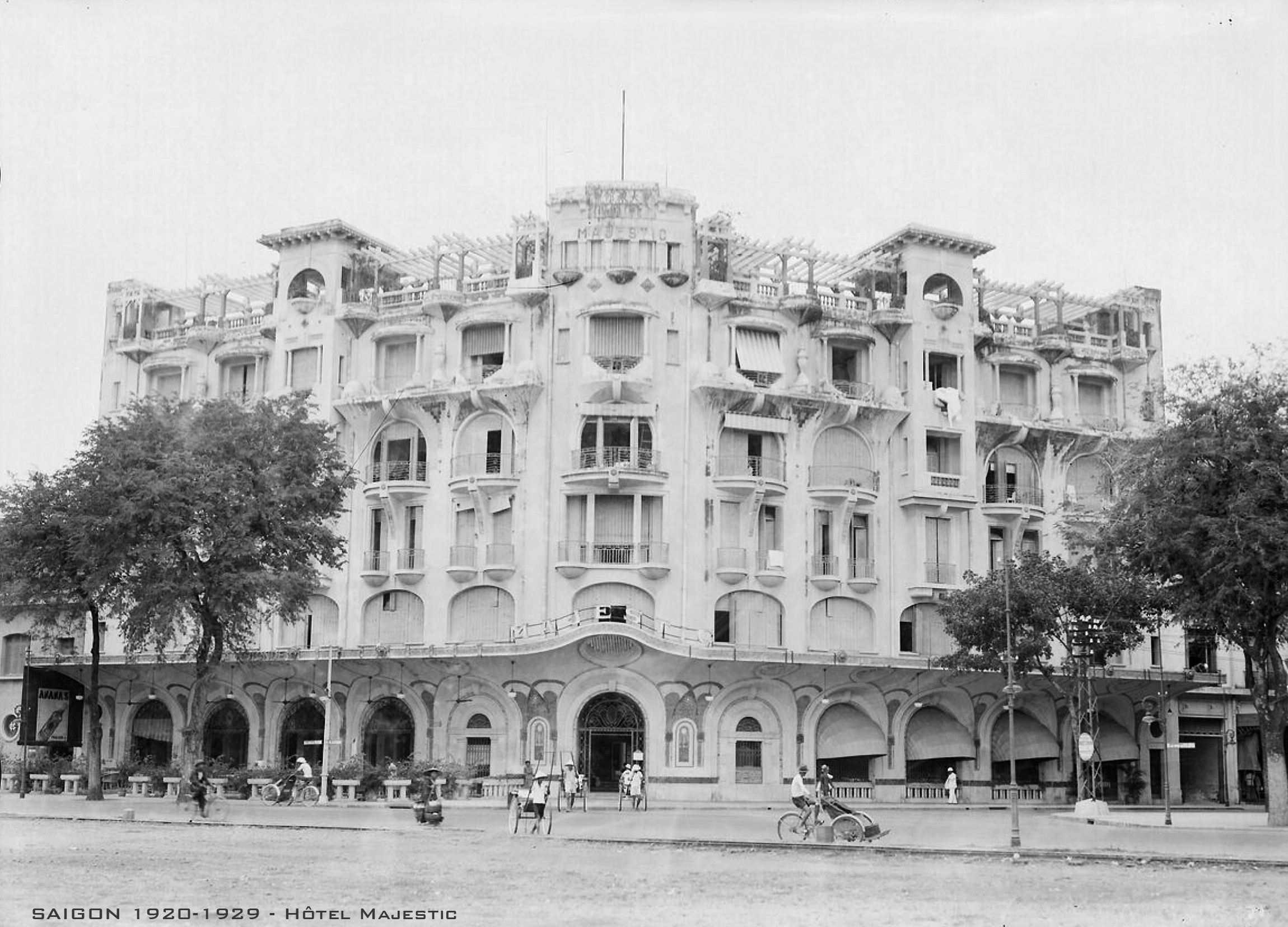
Façade de l'hôtel Majestic de Saïgon (vers 1925).
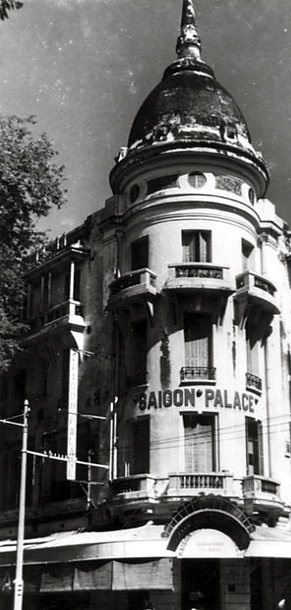
Façade du Saigon Palace (vers 1938) (actuel Grand Hôtel).

## Jugement contemporain
Même si aujourd'hui, la personnalité pro-colonialiste d’Henry Chavigny de Lachevrotière peut paraître gênante, il ne faut pas manquer de replacer les évènements dans leur contexte.
À l'époque des balbutiements de la décolonisation, la France veut également aménager la politique vietnamienne qui tend vers la Chine et le communisme. Les journaux à tendance communiste et anticolonialiste apparaissent tel L'Indochine d'André Malraux que Lachevrotière combattra avec L'Impartial, parvenant à réduire la diffusion du journal de Malraux rebaptisé L'Indochine enchainée.
Par ailleurs, la décolonisation de l'Indochine reste un des éléments les plus tragiques de l'Histoire et pour la France et pour le Vietnam. Dans ce contexte, Lachevrotière était une figure de premier plan comme le montre le nombre de lecteurs de ses journaux ou le nombre de personnes présentes à son enterrement.